# Pomnik poległych w walce o wolność mieszkańców Lješanskiej nahii
Pomnik poległych w walce o wolność mieszkańców Lješanskiej nahii (serb. Spomenik poginulim Lješnjanima u borbama za slobodu lub Spomenik Palim borcima Lješanske nahije) – pomnik poległych w różnych konfliktach mieszkańców regionu Lješanska nahija, stojący we wsi Barutana (Барутана) w Czarnogórze. 

## Charakterystyka
Pomnik poświęcony jest cywilom i żołnierzom, mieszkańcom Lješanskiej nahii, którzy polegli w trzech konfliktach XX wieku: I wojnie światowej, wojnach bałkańskich i II wojnie światowej. Usytuowany jest we wsi Barutana, w pobliżu dawnej szkoły i poczty, przy głównej drodze Podgorica – Cetynia (M-10).

## Geneza i budowa
Trzydzieści lat po zakończeniu II wojny światowej, na początku 1975 roku, lokalne grupy kombatantów i członkowie partii komunistycznej (ze wsparciem rządu Jugosławii) zaplanowały utworzenie rozległego kompleksu pomników w Barutanie dla upamiętnienia żołnierzy i cywilów regionu Lješanska Nahija, którzy zginęli podczas XX-wiecznych konfliktów. Obiekt został zaprojektowany przez Svetlanę Kanę Radević (1937–2000), która wówczas przebywała w Stanach Zjednoczonych. Jej projekt ("Kwiaty") zdobył pierwsze miejsce w otwartym republikańskim konkursie architektoniczno-urbanistycznym ogłoszonym w 1975 i został odsłonięty w 1980 (w konkursie tym startował m.in. Slobodan Slovinić z projektem zatytułowanym "1975"). Do konkursu, w regulaminowym terminie, zgłoszono tylko trzy koncepcje. Wynagrodzenie za pierwsze miejsce wyniosło 5000 dinarów (podobne otrzymał Slovenić). W jury zasiadali: Tupa Vikotić, Vasko Đurović, Slobodanka Mijović i Mijo Vujosevic. 

## Historia i forma
Obiekt otwarto w lipcu 1980 roku, dokładnie 26 lat po wyzwoleniu przez partyzantów rejonu wsi Barutana. Centralnym elementem kompleksu jest wysoki na 12 metrów zespół wąskich betonowych filarów, które razem tworzą formę wieży. Obok zbudowano amfiteatr, służący imprezom edukacyjnym i politycznym. Zespół wyposażono w energię elektryczną i oświetlenie do wykorzystania m.in. w amfiteatrze podczas nocnych imprez. Wzdłuż brukowanej ścieżki prowadzącej do centralnego placu znajdują się trzy okrągłe wnęki z mniejszymi elementami pamiątkowymi, z których każdy poświęcony jest ofiarom innego konfliktu. W czasach Jugosławii kompleks był regularnie konserwowany i doglądany przez dzieci z miejscowej szkoły. 

Przy początku brukowanej drogi prowadzącej do pomnika znajduje się tablica z napisem:
Pomnik poległych z regionu Lješanska Nahija, którzy zginęli w walce o wolność.
Następnie, bezpośrednio po drugiej stronie ścieżki wejściowej, w dolnym rogu ściany oporowej znajduje się mniejsza płyta z polerowanego czarnego marmuru, z napisem:
Autorką tego projektu jest architekt Svetlana Kana Radević.
Idąc ścieżką w kierunku głównego elementu, we wnękach z boku ścieżki znajdują się trzy elementy pamiątkowe z płytami odnoszącymi się do trzech kolejnych konfliktów XX wieku: I wojny światowej, wojen bałkańskich i II wojny światowej. Wokół okrągłego obwodu każdej z tych wnęk znajdują się wyryte kamienne panele z nazwiskami osób z regionu Lješanska Nahija, którzy zginęli w każdej z tych trzech wojen. 
W czasach po upadku Jugosławii, zespół był zaniedbywany i marginalizowany. Zmniejszyła się liczba oficjalnych uroczystości. Od czasu do czasu usuwano jedynie nadmiernie rozwiniętą roślinność. Główne elementy betonowe były w stosunkowo dobrym stanie, ale brak odpowiedniej konserwacji na przestrzeni lat spowodował, że beton zwietrzał i wymaga renowacji. Latem 2019 odbył się tu festiwal muzyki techno. 
W miarę wzrostu popularności abstrakcyjnego dziedzictwa pomnikowego byłej Jugosławii pomnik, po latach marginalizacji, stawał się w coraz większym stopniu dziełem inspirującym artystów, projektantów i fotografów. Svetlana Kana Radević w 2018 roku miała wystawę w nowojorskim MoMA, a artykuł z 2020 roku w londyńskim magazynie "Architectural Review", dotyczył jej twórczości i obejmował też pomnik w Barutanie. Czarnogórskie Centrum Konserwacji i Archeologii w czerwcu 2020 roku oczyściło pomnik i poddało go renowacji.  
W 2019 nakręcono promocyjny film o kompleksie. 

## Symbolika
Kompleks jest pełen symboliki i ukrytych znaczeń. Patrząc na centralny element rzeźbiarski z terenu amfiteatru, pierwsze wrażenie to dwa ramiona wyciągnięte w górę, ku niebu (być może z jakimś błaganiem). Może to być niebiańska ofiara za dusze poległych czarnogórskich bojowników, prowadzone w górę rękami ludu Jugosławii. Inna interpretacja centralnej rzeźby jest taka, że jest to płonąca pochodnia symbolizująca walkę o wolność Jugosławii. Atmosfera całości jest podniosła, niemal kościelna, z centralnym pomnikiem działającym prawie tak, jakby był jakimś boskim łącznikiem z niebiosami. Układ kompleksu dotyczy symbolicznej podróży w górę, zarówno w czasie, jak i w przestrzeni. Podróż ta zaczyna się u podnóża wzgórza, trwa wspinającą się ścieżką w kierunku szczytu, odwiedzając po drodze kolejne "stacje pamięci", które opowiadają o przeszłych bitwach i zwycięstwach. Każda z tych stacji jest oddzielana od pozostałych małą betonową rzeźbą przypominającą niewielki kwiat. W miarę wspinaczki, każda stacja mówi o czasie coraz bliższym teraźniejszości. Będąc na szczycie widz odnajduje się na dużym otwartym dziedzińcu teraźniejszości lub tego, co było teraźniejszością w 1980 roku. Łączy się tutaj uniwersalny spirytualizm z optymistycznymi, socjalistycznymi poglądami jugosłowiańskiej wspólnoty. Intencją parku zdaje się być symboliczna gloryfikacja polityczna w drodze wspólnej walki: fizyczne poprowadzenie gościa śladami poszukiwań wolności. Dzięki tej wyprawie widz dociera na szczyt podróży, a "zrealizowane zwycięstwo" czeka na niego po pokonaniu przeciwników. Zwycięzców, w tym gościa kompleksu, czeka teraz "jasna socjalistyczna teraźniejszość". Sama Radević tak wypowiedziała się na ten temat: 
Jednym z najtrudniejszych zadań projektowych jest „pomnik”, ponieważ należy on do domeny architektury nieprogramowej. Pomnik jest utrwaleniem pewnego aktu dla przyszłych pokoleń. Ale to utrwalenie nie oznacza zapomnienia. Dlatego pomnik należy wprowadzić w cykl życia. Nie jestem za pomnikiem, którego doświadcza się w jednej chwili za pomocą intensywnych emocji, bólu, cierpienia, ale raczej za ciągłym doświadczeniem, za wyzwoleniem świętości i godności, za poczuciem, że życie zwycięża śmierć.